# Elliott Belgrave
Pour les articles homonymes, voir Belgrave.
Sir Elliott Belgrave, né le 16 mars 1931, est un ancien juge barbadien. Il est gouverneur général de la Barbade de 2011 à 2017.

## Biographie
Il devient gouverneur général par intérim de la Barbade le 1er novembre 2011, en remplacement de Sir Clifford Husbands qui prend sa retraite. Il est nommé gouverneur général en titre le 22 mai 2012 et entre en fonction le 1er juin suivant. Il quitte ses fonctions le 30 juin 2017.